# Lupinus tarapacensis
Lupinus tarapacensis är en ärtväxtart som beskrevs av Charles Piper Smith. Lupinus tarapacensis ingår i släktet lupiner, och familjen ärtväxter. Inga underarter finns listade i Catalogue of Life.